# Järn
För andra betydelser, se Järn (olika betydelser).
Järn (latinskt namn: Ferrum) är ett vanligt förekommande metalliskt grundämne som tillhör övergångsmetallerna. Järn förekommer i allotroperna alfa- och gammajärn, ämnen som båda består av rent järn men med olika kristallstruktur. Järn har många användningsområden. Det används bland annat till verktyg och vapen, samt till det vanliga byggmaterialet stål.

## Etymologi
Järn är ett samgermanskt ord, besläktat med bland annat engelska iron, tyska Eisen och gotiska eisarn. Orden kan rekonstrueras som *īsarno på det germanska urspråket, vilket troligen är ett lånord från keltiska språk: järn är isarno på galliska och iranann eller íarn på forniriska. Ordet är rotbesläktat (roten *eis-) med grekiska hieros (gudomlig), latin ira (vrede) och avestiska aēšma (ilska). Detta anspelar på att gudarna gav människorna järn i form av meteorer.[källa behövs] De äldsta föremålen i Egypten och Sumer av meteoriskt järn  är från 4000 f.Kr., först 2500 år senare kunde man tillverka järn ur malm.
Järn(III)oxids röda (äldre nysvenska raud) färg har givit järn sitt estniska (raud) och finska namn (rauta).

## Föreningar
Järn har vanligen oxidationstalen +2 och +3 i kemiska föreningar. Andra stadier (-2, -1, 0, +1, +4, +5 och +6) förekommer också, men inte lika ofta.
- −2 i Fe(CO){\displaystyle _{4}^{2-}}
- −1 i Fe2(CO){\displaystyle _{4}^{2-}}
- 0 i Fe(CO)5 och i ferrocen
- 1 i [Fe(H2O)5NO]2+
- 2 i FeO
- 3 i Fe2O3 (hematit)
- 4 är mycket sällsynt men finns i vissa enzymer
- 5 är mycket sällsynt
- 6 i K2FeO4 (Kaliumferrat)

FeO är ett svart magnetiskt pulver som används i pigment.  Fe2O3 är vanlig rost och används också som pigment. K2FeO4 är rödlila och starkt oxiderande.

## Förekomst
Järn är det fjärde vanligaste grundämnet i jordskorpan. Det förekommer dock sällan i ren form, men ofta i föreningar med syre såsom hematit och magnetit eller svavelbundet i pyrit och magnetkis samt i många silikatmineral. Jordens kärna består till stor del av en järn-nickel-legering.
I Sverige var det under järnåldern främst myrmalm som utgjorde råmaterialet i den svenska järnframställningen. Gästrikland, södra Norrland, Närke, Småland, liksom Dalarna och Västmanland var viktiga produktionsområden.
Under historisk tid sedan man börjat bryta bergsmalm är det framför allt berggrunden i Bergslagen och Norrland som har varit och är de viktigaste källorna till järn. I Bergslagen bröts järnmalm i tusentals gruvor (de flesta små) men nästan alla är numera nedlagda. Den största järngruvan i Bergslagen var Grängesberg i Ludvika kommun. Här pågick järnbrytning från 1500-talet fram till 1989. I Norrland bryts metallen idag i Kirunavaara och Malmberget. Den förstnämnda var redan 1904 Sveriges största gruva. Malmen i Kirunavaara är ett kolossalt brantstående lager, som huvudsakligen består av magnetit. År 2003 hade 1 200 miljoner ton malm brutits.
Järn är det grundämne vars kärna har högst bindningsenergi per nukleon. I stjärnor i termodynamisk jämvikt är järn därför det tyngsta grundämnet som kan skapas genom fusion av lättare kärnor. Tyngre grundämnen skapas i mer våldsamma processer som supernovaexplosioner och kollisioner mellan neutronstjärnor.

## Framställning och användning
Järn tillverkas vanligtvis från Fe2O3 eller Fe3O4 som reduceras med kol vid ungefär 2000 °C. Först reagerar kolen med syret i luften och bildar kolmonoxid.
6 C + 3 O2 → 6 CO
Sedan reagerar kolmonoxiden med järnoxiden och bildar metalliskt järn.
6 CO + 2 Fe2O3 → 4 Fe + 6 CO2

## Legeringar med järn
Järn innehåller oftast en mängd kol. Ju mer kol desto hårdare och sprödare blir järnet.
- Tackjärn – järn med över 4 % av kol. Det framställs i masugnar för att omvandlas till användbara former av järn.
- Gjutjärn – innehåller 2–4 % kol, och bland annat kisel.
- Stål – innehåller 0,4–1,5 % kol och är idag den mest använda legeringen.
- Smidesjärn – innehåller mindre än 0,4 % kol.

## Järn som mineral
Det är mycket sällsynt att järn uppträder i helt ren form. Mineralet kristalliserar i det kubiska kristallsystemet. Den har en hårdhet på 4,5 och är stålgrå till svart i färgen. Även streckfärgen är grå.  Rent (gediget) järn är inte stabilt i vanlig ovanjordisk miljö där det förekommer vatten och syre. I sådan miljö oxiderar järnet till rost. Däremot rostar inte  järnmeteoriter eftersom järnet där är legerat med nickel. I sällsynta fall uppträder gediget järn i basaltiska bergarter som följd av att kolhaltiga ämnen reducerat järnhaltiga mineral.

## Fysiologisk betydelse
Järn är ett viktigt spårämne i den mänskliga kroppen. En vuxen person innehåller ungefär 4 gram järn, varav merparten finns i de röda blodkropparna hemoglobin. En mindre del i muskelns röda färgämne myoglobin, små mängder finns upplösta i blodplasman, kroppsvätskorna och utgör en beståndsdel i en lång rad enzymer. Cirka 20% är deponerat i lever, benmärg och mjälte, varifrån det kan mobiliseras vid behov. 
Som en beståndsdel av hemoglobinet transporterar järn syre från lungorna ut till alla celler och koldioxid den motsatta vägen. Det ingår i enzymer som i mitokondrierna styr cellernas respirationprocesser.
Brist på järn kan ge trötthet, hjärtklappning, andfåddhet etc. Vid svår järnbrist kan det också uppstå förändringar i munslemhinnan, speciellt tungan, samt i huden och naglarna. Det finns även en del som tyder på att järnbrist kan vara en bidragande orsak till rastlösa ben. Brist kan vidare förorsakas av underskott på magsyra samt brist på B6-vitamin, B12-vitamin, C-vitamin, folsyra, zink, koppar eller mangan. Järnunderskott kan medföra blodbrist, cancer, leverbesvär, kronisk gikt i lederna och mottaglighet för infektioner.
Efter blodförluster såsom genom menstruation eller blodgivning kan mängden järn, precis som blodmängden, vara för låg. Blodgivare brukar få järntabletter för att lättare stabilisera järnvärdet.
Överdosering av järn under längre perioder kan medföra hemosideros (avlagring av järn i vävnaderna) speciellt i lever, mjälte, bukspottkörtel, hjärta och leder. Järn är en tungmetall som lagras i kroppen, järn är inte vattenlösligt utan lagras i fett. Överdosering kan leda till förgiftning.
Järn påträffas vanligtvis i livsmedel som inälvsmat (speciellt lever), ägg, fisk, blodmat, fågel, bladgrönsaker, fullkornsprodukter, katrinplommon, russin, öljäst, rödbetor, broccoli, vetegroddar, sesamfrö, vallmofrö,  solrosfrö, bananer, persikor och aprikoser.

### Diet
Rekommenderat dagligt intag: Barn 5–10 mg, kvinnor 10–15 mg (ammande 12–18 mg), män 10–12 mg. Se vidare RDI-tabell.
I Livsmedelsverkets senaste rikstäckande undersökning av kostvanor i den svenska befolkningen, Riksmaten - 2010-11, var det rapporterade intaget av järn per dag i genomsnitt 9,5 mg för kvinnor, 11,5 mg för män och 10,4 mg för hela gruppen i undersökningen. Det energistandardiserade intaget av järn var högre för kvinnor än för män. Äldre hade högre intag än yngre.